# Sira-Sprachen
Die Sira-Sprachen sind eine Sprachgruppe innerhalb der Guthrie-Zone B der Bantusprachen. Sie wird als Zone B40 klassifiziert und enthält sieben Einzelsprachen, die insgesamt von circa 128.000 Menschen in Gabun und der Republik Kongo gesprochen werden. 
Die einzelnen Sprachen sind:
- Barama, ca. 6000 Sprecher in Gabun
- Bwisi, ca. 4200 Sprecher in der Republik Kongo und in Gabun
- Lumbu, ca. 22.700 Sprecher in Gabun und der Republik Kongo
- Punu, ca. 132.000 Sprecher in Gabun und der Republik Kongo
- Sangu, ca. 21.000 Sprecher in Gabun
- Sira, ca. 39.400 Sprecher in Gabun
- Vumbu, ca. 2400 Sprecher in Gabun